# Scott Bullock
Scott Edward Bullock (ur. 26 października 1963 w Royal Oak) – amerykański duchowny katolicki, biskup Rapid City od 2024.

## Życiorys
22 czerwca 1991 otrzymał święcenia kapłańskie i został inkardynowany do diecezji Dubuque. Pracował głównie jako duszpasterz parafialny, był także m.in. rektorem archidiecezjalnego seminarium duchownego (2003–2014), sędzią sądu arcybiskupiego (od 1997) oraz wikariuszem sądowym (2010–2020).
25 czerwca 2024 papież Franciszek mianował go biskupem diecezji Rapid City. Sakry udzielił mu 23 września 2024 metropolita Saint Paul i Minneapolis – arcybiskup Bernard Hebda.